# Бульвар Николая Руденко
Бульва́р Николая Руденко — бульвар в Святошинском районе Киева, жилой массив Никольская Борщаговка. Пролегает от улицы Ивана Дзюбы и улицы Зодчих до проспекта Леся Курбаса.
Примыкают улицы Владимира Покотило, Литвиненко-Вольгемут и Академика Серкова.

## История
До 1981 года был частью бульвара Ромена Роллана. С 1981 по 2024 годы имел название в честь русского поэта Алексея Кольцова. В 2024 году в ходе дерусификации получил свое современное название в честь правозащитника Николая Руденко.
Застройка бульвара — жилая многоэтажная.

## Географические координаты
Координаты начала 50°25′00″ с. ш. 30°23′22″ в. д.
Координаты конца 50°25′34″ с. ш. 30°22′26″ в. д.
Протяжённость проспекта — 1,5 км. Движение двустороннее.

## Расположение
Бульвар Николая Руденко проходит параллельно Большой Окружной примерно в 500 м от неё вглубь города.
На севере граничит с проспектом Леся Курбаса, продолжая бульвар Жюля Верна (Ромена Роллана), частью которого был ранее; на юге доходит до улиц Ивана Дзюбы и Зодчих, разделяющих Никольскую и Южную Борщаговки, продолжаясь улицей Симиренко.
К бульвару примыкают улицы Литвиненко-Вольгемут, Покотило и Академика Серкова.
Нумерация домов начинается от перекрёстка с Дзюбы / Зодчих и идёт на север.
Чётная (правая, восточная) сторона исторически была застроена менее плотно, поэтому чётная нумерация отстаёт от нечётной. Однако квартал, построенный уже в 2000-х годах на пустыре между линией трамвая № 1 и улицей Академика Серкова, получил адрес «Кольцова, 14», а номера зданий в нём имеют буквенные индексы, доходящие до «м», хотя сам квартал вытянут вдоль улиц Серкова и Покотило, а на бульвар Руденко выходит лишь торцом.

## Объекты
- родильный дом № 3
- детская поликлиника № 2 Святошинского района (на ул. Василя Кучера)
- рынок «Дніпро»

## Транспорт
- Ближайшие станции метро: «Святошин» (5 км) и «Житомирская» (4 км); станция «Политехнический институт»  доступна по линии скоростного трамвая высокой пропускной способности с малым интервалом движения, время в пути 20 минут.
- Автобусы 9, 23, 69, 90
- Трамваи 1, 2, 3
- Маршрутки 188, 201, 408, 411, 421, 461, 484, 490, 501, 510

Остановки общественного транспорта «Улица Зодчих», «Дом быта», «Бульвар Кольцова», «Школа № 131», «Жюля Верна», «Улица Зодчих».

## Почтовый индекс
03194